# Latitude Zero (film)
Pour les articles homonymes, voir Latitude Zero (homonymie).
 (mars 2012).
Si vous disposez d'ouvrages ou d'articles de référence ou si vous connaissez des sites web de qualité traitant du thème abordé ici, merci de compléter l'article en donnant les références utiles à sa vérifiabilité et en les liant à la section « Notes et références ».
Pour plus de détails, voir Fiche technique et Distribution.
Latitude Zero (緯度0大作戦, Ido zero daisakusen) est un film japonais de science-fiction d'Ishirō Honda, sorti en 1969. Les effets spéciaux de ce tokusatsu sont réalisés par Eiji Tsuburaya.

## Synopsis
Au fond de l'océan Pacifique, un bathyscaphe transportant deux scientifiques et un journaliste est accidenté par un séisme. L'étrange sous-marin du capitaine McKenzie vient à leurs secours et les emmène à Latitude Zero, une ville construite à 20 000 mètres de profondeur 200 ans plus tôt. Les hommes qui y vivent semblent avoir créé une utopie grâce à leur technologie avancée mais, très vite, les trois naufragés vont être confrontés aux machinations du docteur Malic et de sa compagne, Lucretia.

## Fiche technique
- Titre : Latitude Zero
- Titre original : 緯度0大作戦 (Ido zero daisakusen)
- Scénario : Warren Lewis, Shinichi Sekizawa (en)
- Production : Tomoyuki Tanaka
- Musique originale : Akira Ifukube
- Photographie :
- Montage :
- Langue : anglais
- Format :
- Durée : 89 minutes
- Dates de sorties :

## Distribution
- Akira Takarada : Ken Tashiro, océanographe
- Masumi Okada (en) : Jules Masson, géologue
- Richard Jaeckel : Perry Lawton, journaliste
- Joseph Cotten : le capitaine McKenzie
- Cesar Romero  : le docteur Malic
- Patricia Medina : Lucretia